# ياكاتيكوهتلي

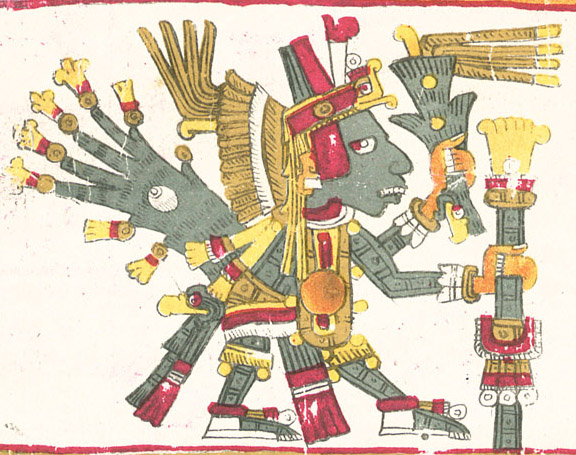
ياكاتيكوهتلي

ياكاتيكوهتلي (بالإنجليزية: Yacatecuhtli)‏ رب التجار المسافرين في أساطير الأزتيك. الإله الراعي للتجارة والمسافرين، وخاصة المسافرين من رجال الأعمال. رمزه عبارة عن حزمة من العصي. كان التجار يحملون قصبًا عتيقًا عندما ينتقلون من قرية إلى قرية ليبيعوا بضاعتهم، وفي الليل يربطونها معًا في حزمة أنيقة قبل رشها بالدم من آذانهم. كان يعتقد أن هذه الطقوس هي على شرف ياكاتيكوهتلي الذي سيضمن لهم النجاح في المشاريع التجارية المستقبلية، ناهيك عن الحماية من الوحوش واللصوص في رحلاتهم. اسمه يعني «سيد الأنف».